# Tal Zaks
Tal Zvi Zaks (* 1965) ist ein israelischer Mediziner und während der Entwicklung des Impfstoffs mRNA-1273 von Moderna in der Covid-19-Pandemie deren Chefmediziner.
Zaks besuchte die Hebrew Reali School in Haifa und studierte Medizin an der Ben-Gurion-Universität (M. D. 1992 und Ph. D.) und war zur Facharztausbildung (Residency) in innerer Medizin am Temple University Hospital und in Onkologie (Fellowship) an der University of Pennsylvania. Er war als Post-Doktorand 1996 an den National Institutes of Health in den USA, wo er in der Krebsforschung war. Zaks ging dann in die Pharmaindustrie, war in der Entwicklung von Krebsmedikamenten (lapatinib, forentinib) bei GlaxoSmithKline und  leitete die globale Entwicklung von Krebsmedikamenten (Chef der Global Oncology) bei Sanofi als Senior Vice President, bevor er um 2015 Chefmedizinwissenschaftler (Chief Medical Officer) bei Moderna wurde.
Er ist außerdem Adjunct Associate Professor für Medizin an der University of Pennsylvania und arbeitete freiwillig als Arzt am Philadelphia Veterans Administration Medical Center in der Behandlung von Patienten des Urogenitaltrakts.
Moderna reagierte sehr schnell bei Beginn der Covid-19-Pandemie und begann schon 63 Tage (am 17. März 2020) nach der ersten Veröffentlichung der genetischen Sequenz des Erregers Sars-Covid-2 durch chinesische Wissenschaftler (11. Januar 2020, die Arbeiten bei Moderna begannen am 13. Januar) eine klinische Studie für ihren Impfstoff. Nach Abschluss der Phase-III-Studie ergab sich eine hohe Wirksamkeit von 94 Prozent. Es hat den Vorteil, auch zwölf Stunden bei Raumtemperatur und 30 Tage im Kühlschrank bei 2 bis 8 Grad gelagert werden zu können. Der Vorteil der RNA-Impfstoffe, bei denen auch Biontech/Pfizer noch 2020 erfolgreich waren, und Schlüssel zu ihrer Schnelligkeit – mit der Hoffnung auf schnelle Impfstoffentwicklung auch in zukünftigen Epidemien – liegt nach Zaks daran, dass direkt von der RNA- bzw. DNA-Sequenz ausgegangen wird und nicht von Antigenen wie bei herkömmlichen Impfstoffen.
Er ist im Aufsichtsrat von Adaptimmune Therapeutics.
2021 wurde er Ehrendoktor der Bar-Ilan-Universität.